# Giacomo Abbruzzese
Giacomo Abbruzzese (Taranto, 3 giugno 1983) è un regista, sceneggiatore e fotografo italiano.

## Biografia

### Infanzia e formazione
Nato a Taranto. Nel 2005 si è laureato in scienze della comunicazione all'Università degli Studi di Siena, e ha poi conseguito nel 2008 il master in Cinema, Televisione e Produzione multimediale presso l'Università di Bologna. Dopo due anni passati come fotografo tra Israele e Palestina, si è diplomato nel prestigioso centro de Le Fresnoy - Studio National des Arts Contemporains di Tourcoing, in Francia. 

### Carriera
I suoi cortometraggi sono stati selezionati e premiati in numerosi festival tra cui il Festival international du court métrage de Clermont-Ferrand, il Festival internazionale del cortometraggio di Oberhausen, il Palm Springs International Film Festival, la Viennale, il Tampere Film Festival, il Torino Film Festival e il Leeds International Film Festival. Proiettati alla Cinémathèque di Parigi, i suoi lavori sono stati trasmessi dalle televisioni di diversi Paesi, specialmente Francia, Italia e Svezia (France 3, Canal+, Arte, Sky Arte, SVT).
È stato invitato come artista in residenza alla Cinéfondation del Festival di Cannes, alla Cité Internationale des Arts a Parigi e al Festival international du court métrage de Clermont-Ferrand. 
Nel 2022, per il documentario America, viene candidato ai Premio César. 
Nello stesso anno gira il suo primo lungometraggio, Disco Boy, una coproduzione tra Francia, Italia, Belgio e Polonia, con protagonista Franz Rogowski, per cui si aggiudica un Orso d'argento al Festival di Berlino 2023. Venduto in più di 40 Paesi, è stato nominato ai David di Donatello, ai Césars e ai Nastri d'Argento.

## Vita privata
Attualmente vive e lavora tra Parigi e l'Italia.

## Filmografia

### Regista e sceneggiatore

#### Lungometraggi
- Disco Boy (2023)

#### Cortometraggi
- Archipel (2010)
- Fireworks (2011)[5]
- This is the Way (2013)
- Stella Maris (2014)[6]
- I santi (2021)[7]

#### Documentari
- Fame (2017)[8]

- America (2019)[9]

## Riconoscimenti
- David di Donatello
  - 2024 - Candidatura al miglior regista esordiente per Disco Boy
- Festival del cinema di Berlino
  - 2023 – Orso d'argento per il miglior contributo artistico per Disco Boy[10]
- Premio César
  - 2022 – Candidatura per il miglior cortometraggio documentario per America[11]

- Nastri d'argento
  - 2013 – Miglior cortometraggio per Fireworks[12]

- Biografilm Festival
  - 2017 – Premio del Pubblico per Fame

- Torino Film Festival
  - 2010 – Miglior Cortometraggio per Archipel
  - 2010 – Premio AVANTI alla distribuzione per Archipel